# JDS Wakaba (DE-261)
JDS Wakaba (DE-261) (Tiếng Nhật: わかば) là một tàu hộ vệ hoạt động trong biên chế của Lực lượng Phòng vệ Biển Nhật Bản (JMSDF) từ năm 1965 đến năm 1971. Tiền thân của JDS Wakaba là tàu khu trục Nashi thuộc lớp Tachibana của Hải quân đế quốc Nhật Bản. Sau khi bị đánh chìm vào tháng 7 năm 1945, chiếc Nashi được trục vớt vào năm 1954 và đưa vào hoạt động trong biên chế của JMSDF vào năm 1956.

## Thiết kế và mô tả
Lớp Matsu được xây dựng vào cuối Chiến tranh thế giới thứ hai, và thiết kế nhằm làm phương pháp tiết kiệm chi phí hơn để đáp ứng với hiện trạng thay đổi của chiến tranh hàng hải vào thời điểm đó. Những chiếc tàu này nhẹ hơn và nhỏ hơn các tàu khu trục Nhật Bản trước đó, với vũ khí khác nhau như pháo chuyên phòng không thay vì đa chức năng với thêm vũ khí chống tàu ngầm, và radar. Vì các cuộc giao tranh bề mặt được cho là ít có khả năng sảy ra ở giai đoạn này của cuộc chiến, vũ khí sử dụng trên bề mặt như ống phóng ngư lôi bị giảm.
Như trong các hải quân khác trong chiến tranh, Hải quân Nhật đã đơn giản hóa đáng kể thiết kế để tăng tốc độ xây dựng và sử dụng máy móc của tàu phóng lôi lớp Ōtori, vì tốc độ cao là không cần thiết cho các hoạt động hộ tống hải đoàn tàu vận tải. Tuy nhiên, việc sản xuất hàng loạt đã không đạt được.
Thiết kế lớp Matsu sau đó được đơn giản hóa hơn nữa, dẫn đến các tàu khu trục lớp Tachibana (橘型駆逐艦 Tachibana-gata kuchikukan?) hay khu trục mẫu D cải tiến (改丁型駆逐艦 Kai Tei-gata kuchikukan?). Lớp Tachibana thông qua thiết kế dùng mô-đun đầu tiên trong một tàu khu trục Nhật Bản. Các tàu lớp Matsu được đóng muộn được hoàn thành như một chiếc Tachibana.Các tàu có chiều dài tổng thể 100m với bề ngang 9,34m và đáy sâu 3,37m. Chúng có trọng tải choán nước 1.309 tấn (1.288 tấn Anh) ở mức tải tiêu chuẩn và 1.554 tấn (1.529 tấn Anh) khi tải sâu.
Các tàu được trang bị hai tua bin hơi nước số Kampon, mỗi tuabin quay một trục chân vịt, sử dụng hơi nước được cung cấp bởi hai nồi hơi ống nước Kampon. Tuabin được thiết kế để chạy được tối đa 19.000 mã lực càng (14.000 kW) cho tốc độ thiết kế 28 hải lý trên giờ (52 km/h; 32 mph). Chúng có tầm hoạt động 4.680 hải lý (8.670 km; 5.390 mi) ở tốc độ 16 kn (30 km/h; 18 mph).
Vũ khí chính của phân lớp Tachibana bao gồm ba pháo đa mục đích Kiểu 89 12,7 cm trong một tháp đôi ở đuôi tàu và một tháp đơn phía trước của cấu trúc thượng tầng. Chúng mang theo tổng cộng 24 khẩu súng phòng không Kiểu 96 25 mm trong bốn tháp ba và mười hai tháp đơn. Các tàu cũng được trang bị bốn ống phóng ngư lôi 610 mm trong một tháp bốn ống gắn trên trục xoay và 60 mìn sâu.

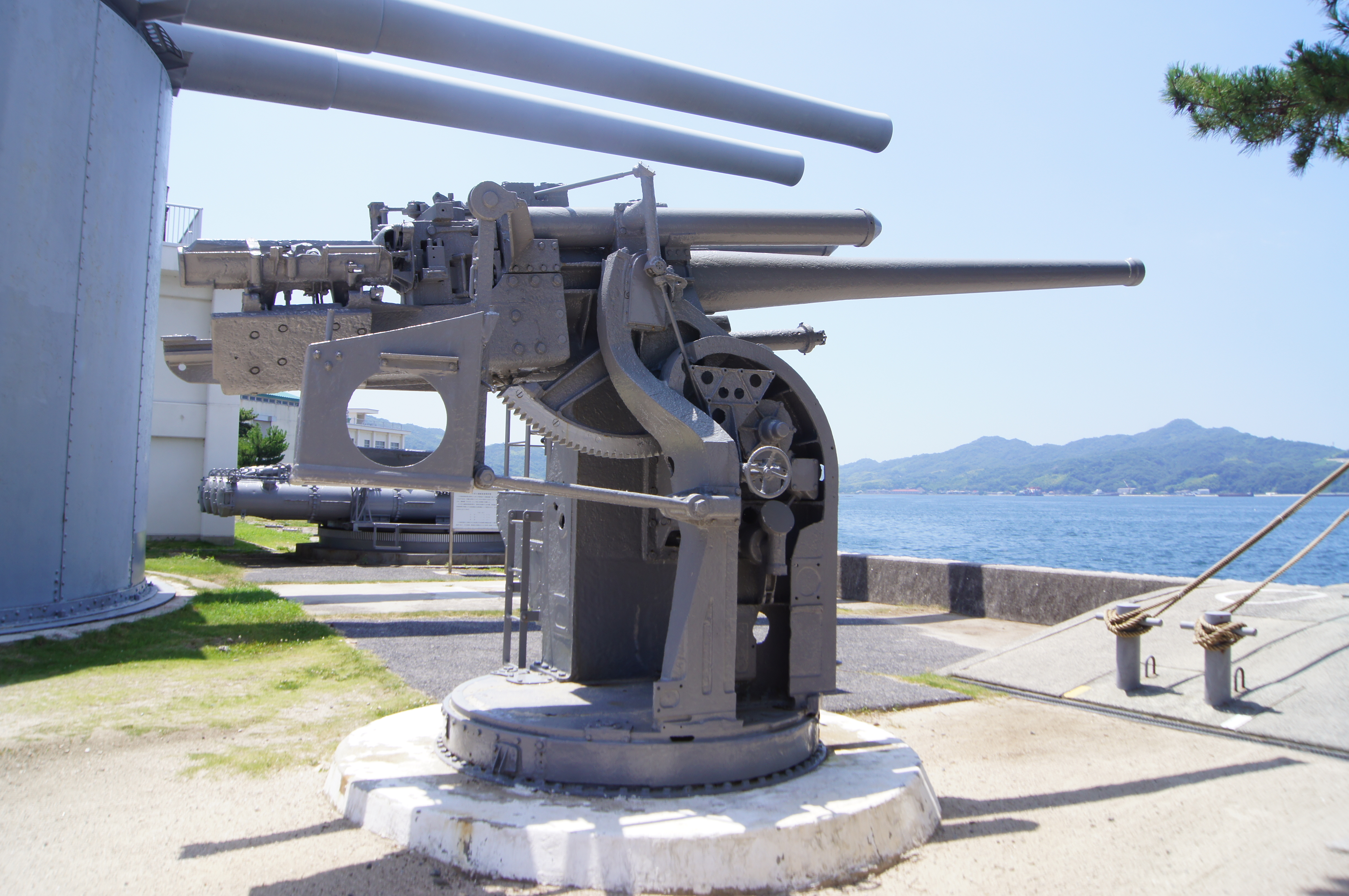
Pháo đa mục đích 12.7 cm/40 Kiểu 89
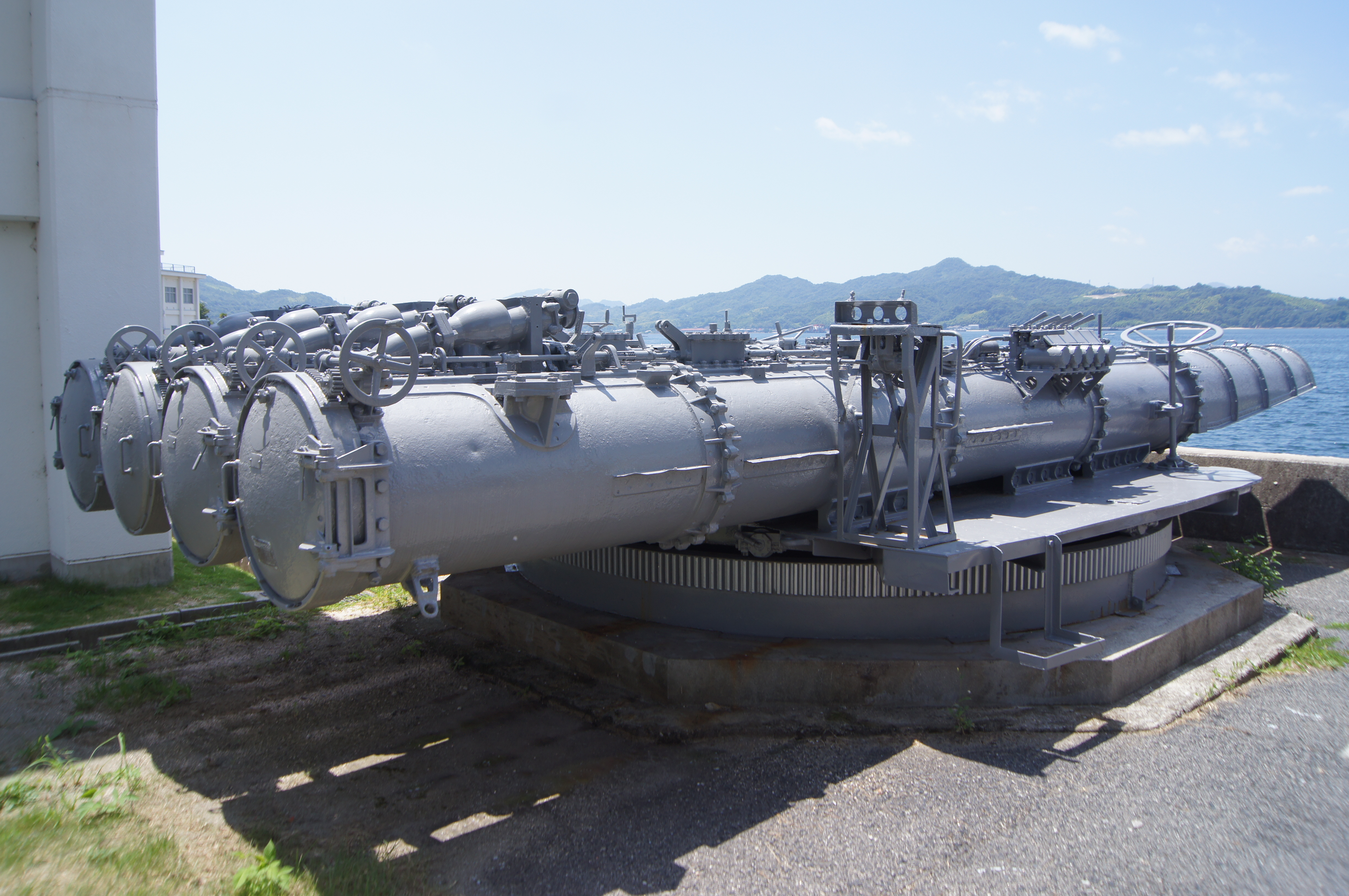
Ống phóng ngư lôi 610 mm Kiểu 92

## Lịch sử hoạt động

### Hải quân Đế quốc Nhật Bản (IJN)
Nashi được hạ thủy bởi Kawasaki, Kobe, vào ngày 17 tháng 1 năm 1945 và hoàn thành vào ngày 15 tháng 3.  Nó được đưa vào Khu trục đội 11 thuộc Hạm đội liên hợp để huấn luyện vào ngày 15 tháng 3 năm 1945. Tháng 5 năm 1945, Nashi được đưa vào Khu trục đội 52 thuộc Hạm đội Tuần dương-khu trục số 31. Nashi thoát chết trong cuộc tấn công vào cảng Kure bằng B-29 vào ngày 22 tháng 6 năm 1945, nhưng đến ngày 28 tháng 7 năm 1945 đã bị đánh chìm tại Mitajirizaki, Kure (34°14′B 132°30′Đ / 34,233°B 132,5°Đ) bằng máy bay từ Hạm đội tác chiến số 38 của Đô đốc Halsey. Thuyền chưởng Takeda và hầu hết thủy thủ đoàn đều sống sót. Vào ngày 15 tháng 9 năm 1945, Nashi chính thức bị loại khỏi danh bạ Hải quân.

### Lực lượng Phòng vệ Biển Nhật Bản (JMSDF)
Sau khi chìm, con tàu đã bị lãng quên dưới đáy biển trong 10 năm. Nhưng một hợp tác xã ngư nghiệp địa phương đã lên kế hoạch trục vớt con tàu và dự định biến nó thành một bãi đá ngầm nhân tạo. Ngày 21 tháng 9 năm 1954, Công ty Công nghiệp tàu biển Hokusei (SHI) đã tiến hành trục vớt tàu khu trục cũ của IJN khỏi điểm chìm. Mặc dù bị chìm dưới đáy biển gần 10 năm, tuy nhiên kết cấu của con tàu vẫn được giữ nguyên.
Ngày 12 tháng 5 năm 1955, Bộ Quốc phòng Nhật Bản đã mua lại và hợp nhất con tàu vào JMSDF. Ngày 30 tháng 5 cùng năm, được định danh lại là tàu hộ vệ kiểu B JDS Wakaba (DE-261). Ngày 10 tháng 9 cùng năm, công việc sửa chữa, đại tu bắt đầu được tiến hành tại Nhà máy đóng tàu Kure. Toàn bộ dự án cải tạo này có chí phí khoảng 345 triệu Yên. Trong quá trình khôi phục con tàu, mặc dù tình trạng kết cấu còn tốt, riêng bộ phận động cơ do chìm trong biển nước lâu ngày nên đã phát ra tiếng ồn cực lớn trong quá trình vận hành thử nghiệm dù đã được phục hồi cẩn thận.
Ngày 31 tháng 5 năm 1956, công việc sửa chữa hoàn thành, Wakaba được chuyển giao cho Hải đoàn hộ tống số 11, đóng quân tại Căn cứ hải quân Yokosuka, tỉnh Kangawa. Ngày 1 tháng 4 năm 1957, tàu được quản lý trực tiếp bởi Quân đoàn địa phương Yokosuka. Wkaba là tàu duy nhất của IJN trở thành một phần của JMSDF sau chiến tranh, và trong một thời gian, nó cũng là tàu lớn nhất của lực lượng này. ngày 1 tháng 4 trở thành một con tàu dưới sự kiểm soát trực tiếp của Lực lượng Quận Yokosuka.
Vào ngày 10 tháng 9 năm 1957, một chương trình nâng cấp mới đã được thực hiện bởi Nhà máy đóng tàu Uraga, các hệ thống vũ khí và thiết bị điện tử mới được trang bị cho tàu. Vệ hệ thống điện tử, tàu được lắp đặt radar tìm kiếm trên không tầm xa AN / SPS-12, radar định vị nhận dạng và theo dõi mục tiêu mặt nước AN/SPS-5B, hệ thống điều khiển hỏa lực Mk-63 mod 11 và hệ thống điều khiển hỏa lực Mk-34. Bên cạnh đó, hệ thống vũ khí của tàu cũng được tái trang bị bao gồm:  2 pháo 3"/50 li Mẫu 68/Mk.33, 1 máy phóng chống tàu ngầm Hedgehog
Tàu đã được trang bị lại để sử dụng làm tàu thử nghiệm radar vào năm 1958 và sonar được thêm vào năm 1960. Wakaba bị loại khỏi danh sách vào ngày 31 tháng 3 năm 1971 và bị tháo dỡ năm 1972.

### Tên
Nashi là tên của một loại lê. Wakaba có nghĩa là "Lá non" trong tiếng Nhật, với ý cho rằng con tàu là "chồi xanh" của sự phục hồi, một biểu tượng cho một khởi đầu mới sau chiến tranh. Ngoài ra, trong khi tên 'Nashi' khi ghi bằng bộ chữ Kanji của Nhật có nghĩa không thể nhầm lẫn có nghĩa là: 'lê' (梨), nhưng trong bộ chữ Hiragana (mà JMSDF sử dụng đặt tên tàu), 'Nashi (な し)' có thể có nghĩa là "Không tồn tại". Do đó, để tránh hiểu nhầm thuật ngữ: "Không tồn tại" (qua radio hoặc công cụ liên lạc khác), tàu đã được đổi tên.